# حيثيون
الحيثيون (بالإغريقية: Χετταίοι، باللاتينية: Hetthaei) كانوا شعبًا أناضوليًّا لعب دورًا مهمًّا في تأسيس إمبراطورية كان مركزها خاتوشا في شمال وسط الأناضول عام 1600 قبل الميلاد تقريبًا. بلغت الإمبراطورية أوج قوتها في أواسط القرن الرابع عشر قبل الميلاد تحت حكم سوبيلوليوما الأول، إذ ضمّت الأناضول كلّها وأجزاءً من شمال بلاد الشام وبلاد ما بين النهرين.
بين القرنين الخامس عشر والثالث عشر قبل الميلاد، نشب صراع بين إمبراطورية خاتوشا، التي عُرفت باسم الإمبراطورية الحيثية، والمملكة المصرية الحديثة والإمبراطورية الآشورية الوسطى وإمبراطورية الميتانيين، وكان هذا الصراع على السيطرة على الشرق الأدنى. برزت في النهاية الإمبراطورية الآشورية الوسطى وأصبحت القوة الغالبة وضمّت أجزاءً كثيرة من أراضي الإمبراطورية الحيثية، فيما كان الفريجيون الذين حلّوا في المنطقة حديثًا ينهبون ما تبقّى منها. بعد عام 1180 قبل الميلاد تقريبًا، مع انتهاء العصر البرونزي المتأخر، انقسم الحيثيون إلى عدة دول مستقلة سورية حيثية، بعضها استمر إلى القرن الثامن قبل الميلاد إلى أن خضع للإمبراطورية الآشورية الحديثة.
اللغة الحيثية عضو مستقل من الفرع الأناضولي لعائلة اللغات الهندية الأوروبية، وتشترك مع اللغة اللوية في أنها أقدم لغة هندية أوروبية دلّت عليها الأدلة التاريخية، وكان أهل هذه اللغة يسمونها النيسلية، أي لغة أهل نِسا. سمّى الحيثيون دولتهم مملكة خاتوشا (حتي بالأكادية)، وهو اسم أخذوه من الحتيين، وهم شعب أقدم منهم سكن المنطقة حتى بداية الألفية الثانية قبل الميلاد وتكلم بلغة أخرى عُرفت بالحتية. أما اسمهم المتعارف «الحيثيون»، فهو بسبب اعتقاد العلماء في أول الأمر في القرن التاسع عشر أنهم هم الحيثيون المذكورون في الكتاب المقدس.
كان أكبر مصدر لمعرفة التاريخ الحيثي هو النصوص المسمارية التي وجدت في أرض مملكتهم، ومن المراسلات الدبلوماسية والتجارية التي وجدت في أرشيفات متعددة في آشور وبابل ومصر والشرق الأوسط، التي كان تفسيرها نقطة تحول في دراسات تاريخ الهنديين الأوروبيين.
نُسب تطوير صهر الحديد إلى الحيثيين في الأناضول في العصر البرونزي المتأخر، وكان نجاحهم فيه بفضل احتكار العمل في الحديد في ذلك الوقت. ولكن مسألة «الاحتكار الحيثي» خضعت للتدقيق التاريخي ولم تعد محل إجماع عند العلماء. شهد انتهاء العصر البرونزي المتأخر الانتشار البطيء المستمر نسبيًّا لتقنيات عمل الحديد في المنطقة. وإن كان قد وُجد في الأناضول قطع حديدية من العصر البرونزي، فإن عددها ليس بعيدًا عن عدد القطع الحديدية الموجودة في مصر وأماكن أخرى في خلال الفترة نفسها، ولم يكن من هذه القطع إلا عدد قليل من الأسلحة. لم يصهر الحيثيون الحديد، بل الأحجار النيزكية. نجح الجيش الحيثي في استعمال عربات الأحصنة.
في الزمن الكلاسيكي، استمرت السلالات الحيثية في حكم ممالك صغيرة توزعت حول أراضي سوريا ولبنان فلسطين اليوم. لم يكن للحيثيين في ذلك الوقت استمرارية جامعة موحدة، لذا تناثر أحفادهم ودمجوا في شعوب الشام وتركيا والعراق الحديثة دموجًا كاملًا.
في عشرينيات القرن العشرين، تزايد الاهتمام بالحيثيين مع تأسيس تركيا وجذبت هذه المسألة اهتمام علماء الآثار التركيين مثل هالت تشامبل وتحسين أوزغوش. في هذه الفترة، أثّر علم الحيثيات الجديد في تسمية المؤسسات التركية، مثل إتيبنك المملوك للدولة (البنك الحيثي)، وتأسيس متحف الحضارات الأناضولية في أنقرة، على بعد 200 كيلومتر غرب العاصمة الحيثية، وحوى هذا المتحف أوسع عرض للفنون والآثار الحيثية في العالم.

## تاريخ
من المصادر البابلية والآشورية والمصرية عرفت بعض الحقائق الهامة عن تاريخ الحيثيين ففي حوالي 1800 ق.م حكم الحيثيون إمبراطورية كان مركزها كبادوكيا، واستطاع ملكهم مرشلش الأول أن ينهب مدينة بابل، فتغلب بذلك على أسرة حمورابي. ومن 1400 ق.م كانت الإمبراطورية الحيثية هي مركز القوة في آسيا. وفي 1290 ق.م اشتبك الحيثيون في معارك مع الحوري - ميتانيين مما أدى لسقوط دولة الميتانيين وبقاء الحثيين والمصريين في ساحة الصراع. تلا ذلك اشتباك بين الحثيين والمصريين الذين كانوا بزعامة رمسيس الثاني عند قادش (معركة قادش) في سوريا، انتهت بتوقيع اتفاقية بين الطرفين، وتزوج رمسيس الثاني من أميرة حيثية بعد ذلك.
سقطت الإمبراطورية الحيثية بعد موجة شعوب البحر التي زحفت باتجاه المنطقة في أواخر القرن الثاني عشر ق.م ثم قامت على أنقاضها ممالك صغيرة من مراكزها قرقميش وحلب وحماة وغيرها من الممالك السورية.

### حكام المملكة القديمة
- أنيتا تقريبا (1700 ق.م)
- لابارنا الأول (Labarna.I) تقريبا حتى (1565 ق.م)
- مورشيلي الأول (Mursili I) حكم (1620- 1590 ق.م)
- تلبينو (Telepinu) حكم (1525- 1500 ق.م)

### حكام المملكة المتوسطة
- تاهوروايلي (Tahurwaili) غير مؤرخ
- زيدانتا الثاني (Zidanta II) تقريبا (1450 ق.م)
- هاتوشيلي الثاني (Hattusili II) حكم (1371- 1355 ق.م)

### حكام المملكة الحديثة

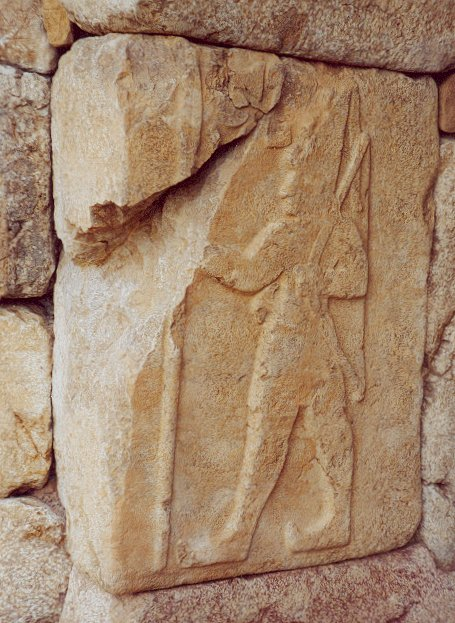
نقش بارز يمثل الملك شوبيلوليوما الثاني

- شوبيلوليوما الأول (Suppiluliuma I) حكم (1355- 1320 ق.م)
- مورشيلي الثاني (Mursili II) حكم (1321- 1295 ق.م)[10]
- هاتوشيلي الثالث (Hattusili III) حكم (1266- 1236 ق.م)
- شوبيلوليوما الثاني (Suppiluliuma II) حكم (1214- 1190 ق.م)

## الاكتشاف الآثاري

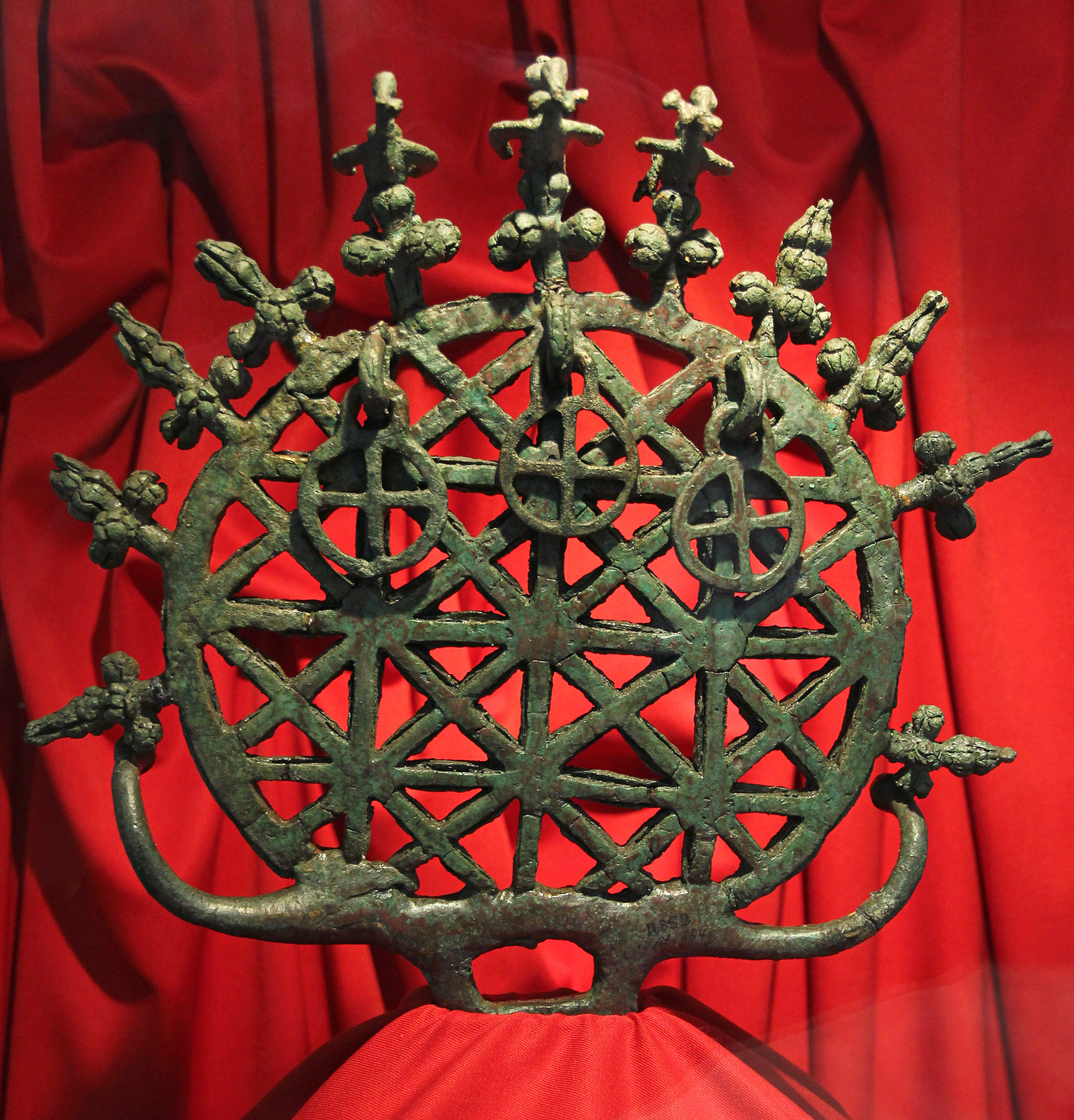
أحد معايير ألاكا هويوك البرونزية من مقبرة ما قبل الحيثية يعود تاريخها إلى الألفية الثالثة قبل الميلاد، من متحف الحضارات الأناضولية، أنقرة

### الخلفية الكتابية (من الكتاب المقدس)
قبل الاكتشافات الآثارية التي كشفت عن الحضارة الحيثية، كان المصدر الوحيد للمعلومات عن الحيثيين هو العهد القديم من الكتاب المقدس. شرح فرانسيس وليام نيومان هذا الرأي النقدي الذي كان شائعًا في أوائل القرن التاسع عشر، أنه: «ما من ملك حيثي يُقارن بقوة ملك يهوذا...».
ولما كشفت الأبحاث في النصف الثاني من القرن التاسع عشر عن مدى اتساع مملكة الحيثيين، أكد أركيبالد سايس أن الحضارة الأناضولية لا تقارن بيهوذا فحسب، بل «تستحق أن تقارن بمملكة مصر المقسمة»، بل قد كانت «أقوى من يهوذا بما لا نهاية له». لاحظ سايس وعلماء آخرون أيضًا أن الحيثيين وأهل يهوذا لم يكونوا أعداء قط في النصوص العبرية، بل لقد أمدّوا الإسرائيليين في سفر الملوك بخشب الأرز والعربات والأحصنة، وفي سفر التكوين كانوا أصدقاء إبراهيم وحلفاؤه. كان أوريا الحيثي قائدًا عسكريًّا في جيش الملك داوود وكان معدودًا في «رجاله الأقوياء» في سفر التواريخ الأول، الآية 11، في العهد القديم.

### الاكتشافات الأولية
وجد العالم الفرنسي تشارلز تاكسيي أول أنقاض حيثية عام 1834 ولكنه لم يعرف أنها حيثية.
ظهر أول دليل على الحيثيين في ألواح وجدت في كاروم كانيش (تسمى الآن كولتبه)، وفيها تسجيلات عن تجارة بين تجار آشوريين وآخرين من «أرض الحتيين». لم تكن بعض الأسماء في الألواح حيثية ولا آشورية، لكنها كانت هندية أوروبية وضوحًا.
اكتشف وليام رايت عام 1884 نقشًا على صرح في بوغازكيل كتبه «أهل خاتوشا»، ووُجد أنه يطابق نقوشًا هيروغليفية غريبة في حلب وحماة في شمال سوريا. في عام 1887، كشفت التنقيبات في تل العمارنة في مصر عن المراسلات الدبلوماسية للفرغون أمنحوتب الثالث وابنه أخناتون. وُجدت رسالتان من هذه الرسائل من «مملكة خيتا» —التي يبدو أنها واقعة في المكان العام نفسه الذي يسميه أهل بلاد ما بين النهرين «أرض حتي»— وكانتا مكتوبتين بالمسمارية الأكادية المعيارية، ولكن بلغة غير معروفة، وقد استطاع العلماء تفسير أصواتها، ولكن لم يفهمها أحد. وبعد هذا بقليل اقترح سايس أن الحتيين أو الختيين في الأناضول هم أهل «مملكة خيتا» التي أشير إليها في هذه النصوص المصرية، وهم الحيثيون في الكتاب المقدس أيضًا. وقال آخرون، منهم ماكس مولر، إن ختي غالبًا هي هي خيتا، ولكنها مرتبطة بالكيتيين في الكتاب المقدس لا بالحيثيين. قُبل رأس سايس مع سير القرن العشرين، وارتبط اسم الحيثيين بالحضارة المكتشفة في بوغازكوي.
وجد عالم الآثار هوغو وينكلر في خلال التنقيبات المتقطعة في بوغازكوي (خاتوشا) التي بدأت عام 1906، أرشيفًا ملكيًّا فيه 10 آلاف لوح مكتوب بالأكادية المسمارية باللغة المجهولة نفسها التي كتبت بها الرسائل في مصر من مملكة خيتا، فتأكّد تطابق الاسمين. وأثبت أيضًا أن الأنقاض في بوغازكوي هي بقايا عاصمة لإمبراطورية بلغ حكمها في فترة من الفترات أراضي شمال سوريا.
بتوجيه من المعهد الألماني للآثار، كانت التنقيبات في خاتوشا قيد التنفيذ منذ عام 1907، وتقطّعت في خلال الحربين العالميتين. نقّب البروفيسور تحسين أوزغوتش في كولتبه تنقيبات ناجحة منذ 1948 إلى موته عام 2005. أجريت تنقيبات أصغر في محيط خاتوشا، منها الملجأ الصخري في يازيليكايا، الذي حوى عددًا من النقوش الصخرية التي ترسم الحكام الحيثيين وآلهة البانثيون الحيثي.

### الكتابات
استعمل الحيثيون نوعًا من المسمارية سمي المسمارية الحيثية. كشفت البعثات الآثارية في خاتوشا عن مجموعات كاملة من الأرشيفات الملكية والألواح المسمارية، مكتوبة إما بالأكادية، وهي اللغة الدبلوماسية في ذلك العصر، أو باللهجات المتنوعة للاتحاد الحيثي.

### المتاحف
في متحف الحضارات الأناضولية في أنقرة، تستضيف تركيا أغنى مجموعة من الآثار الحيثية والأناضولية.

## لغة
على صلة بمجموعة اللغات الهندوأوروبية، وهناك عدة لغات أخرى تتمثل في كتاباتهم، ويدل التداخل بين لغاتهم على احتمال أنهم دخلوا (حوالي 2000 ق.م) كبادوكيا وطردوا حكامها الذين كانوا من ما بين النهرين.[بحاجة لمصدر]

## مجتمع
تبدو مظاهرها الحضارة الحيثية في الديانة والأساطير، وفي الصورة البدائية للديانة تبرز الأفكار الخاصة بعبادة الأرواح، وتقديس الينابيع والأشجار والجبال.
وكان إله العاصفة (تيشوب) أشهر الآلهة ويمثل عادة شكل رجل يقف على ثور ويمسك الصاعقة، ثم اقتبس الحيثيون آلهة أجنبية.[بحاجة لمصدر] عندما احتكوا بالسومريون والآشوريون (من ميزات الحثيين أنهم اقتبسوا ديانات الشعوب التي خضعت لهم[بحاجة لمصدر]، ويتألف الأدب الحيثي من ترانيم وصلوات وأساطير، أما مجموعة قوانينهم فمستقلة عن قانون البابليين، اكتشف جزء منها يرجع إلى القرن الرابع عشر ق.م وكانت دولة الحيثيين أرستقراطية إقطاعية، ويرجع نجاحها العسكري إلى استخدام الحصان والمركبة كسلاح رئيسي، كما استخدم الحيثيون القوس والفأس والرمح والسيف المنحنى كأسلحة للهجوم.

## المناطق التي سكنوها

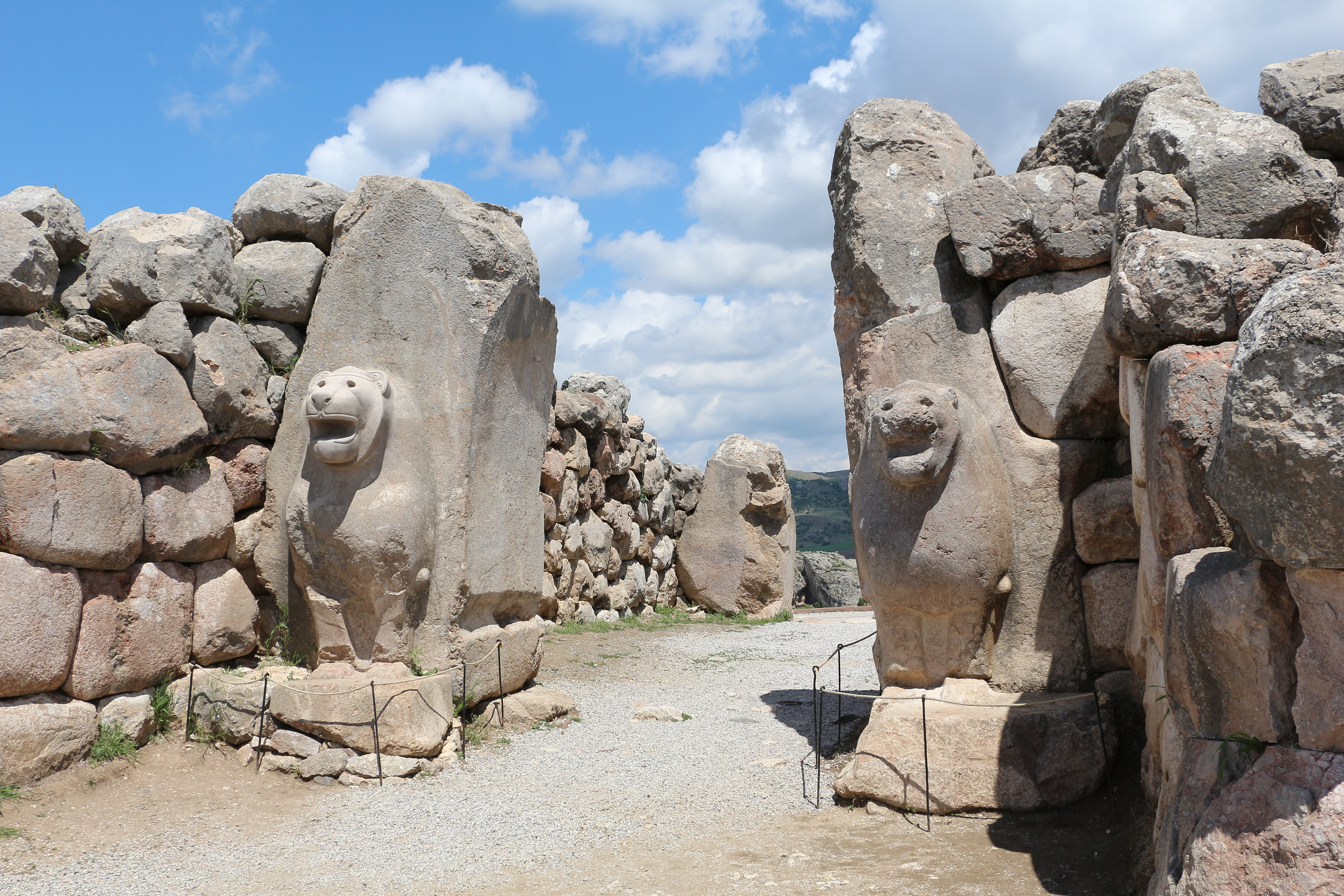
بوابة الأسود في حاتوشا

سكن الحثيون الأناضول في تركيا وشمال بلدان الشام وكان اسم مدينتهم حاتوشا التي أحاطوها بسور عظيم جدا بني بطريقة هائلة بحيث لا يستطيع أي جيش اختراقه وتدمير المدينة مهما كان قويا.
كان جيش حاتوشا من أقوى الجيوش حيث استطاع أن يدمر مدينة بابل العظيمة وحرقها حيث لم يكن يصمد أمامهم.[بحاجة لمصدر]
تقاتل الحثيون والفراعنة على إحدى المدن الغنية بالموارد في وسط سوريا وحقق الحثيون انتصارا بسبب قوتهم واختراعهم الجديد في العربات المقاتلة، إذ جعلوها تحمل جندا أكثر وتراجع الفراعنة في معركة (قادش) بالقرب من حمص في [بحاجة لمصدر]. بعد ذلك أقام الحثيون والفراعنة إتفاقية سلام بين الإمبراطوريتين والتعاون.[بحاجة لمصدر]
انحلّت الدولة الحثية وحضارتهم نتيجة لضغط شعوب البحر عليهم أواخر الألف الثاني قبل الميلاد، وتنتشر آثارهم في بعض مناطق شمال وشرق سوريا وفي تركيا.

## الدين والأساطير
تأثر الدين والأساطير الحيثية تأثرًا كبيرًا بنظرائها الحتية والعراقية والحورية. أما قبل ذلك، فقد تكون العناصر الهندية الأوروبية لم تزل ظاهرة.
الحثيون كانوا يعتبرون أن الإله الذي يمثل في الأناضول هو إله الطقس.[بحاجة لمصدر]
| اسم                | اسم اختياري          | مهمة                                                                  | تكون       |
| ------------------ | -------------------- | --------------------------------------------------------------------- | ---------- |
| تارهنا             | إشقار، تشاوب، تارو   | إله جوي، إله عالي، التحريف للعربية بلفظ الطاء بدل تاء ًطارً نفس المدلول | هوري.      |
| تلبن               | تلبن                 | إله خصب- وإله نباطية                                                  | هوري.      |
| إنليل (Ellil)      | --                   | إله مهوى                                                              | البابليين. |
| كمارب (Kumarbi)    | --                   | إله السماء ثالث، ملك معبود                                            | هوري.      |
| أرما (Arma)        | --                   | إله القمر                                                             | --         |
| آرانزاه (Aranzah)  | دجلة                 | إله نهر                                                               | هوري.      |
| آلالو (Alalu)      | --                   | برية أول، ملك السماء أول                                              | هوري.      |
| آعا (Ea)           | إنكي (Enki)          | إله حكمة وسحيق ماء                                                    | البابليين. |
| تاشميس (Taschmisu) | تاشميش (Taschmischu) | ابن كمارب                                                             | هوري.      |
| نبساس (Nepisas)    |                      | إله الشمس السما                                                       | لغة هيتي   |